# Heilige-Drei-Könige-Kirche (Berlin)

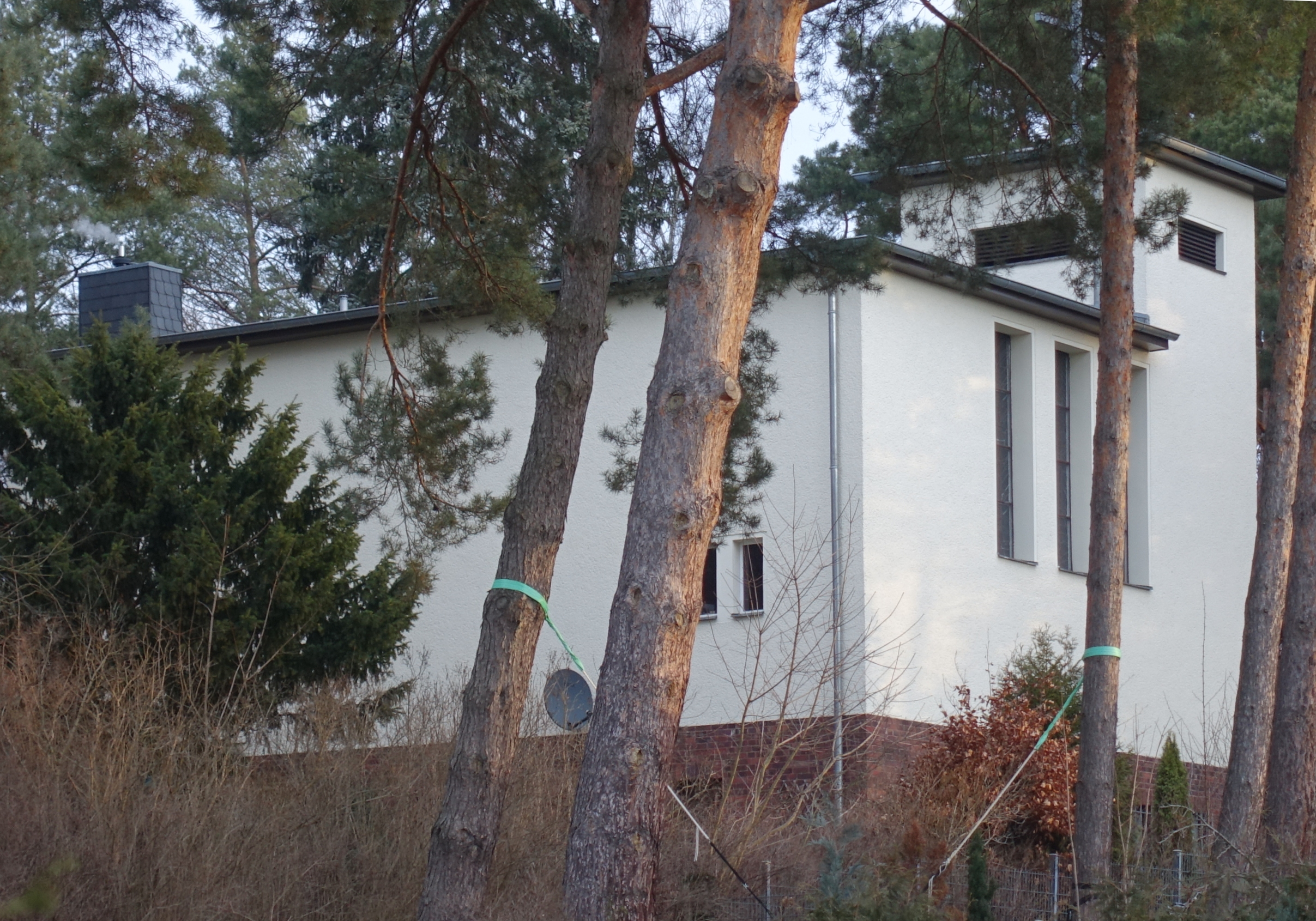
Heilige-Drei-Könige-Kirche

Die katholische Heilige-Drei-Könige-Kirche steht am Fredersdorfer Weg 22 am Hang des Schonungsberges im Berliner Ortsteil Rahnsdorf. Sie wurde nach den Plänen des Architekten Josef Vassillière im Stil der Neuen Sachlichkeit errichtet.

## Geschichte
Im Jahr 1929 wurde ein Kirchenbauverein gegründet. Am 12. Dezember 1929 kaufte der Gesamtverband der katholischen Gemeinden Berlins das Grundstück zwischen Fredersdorfer Weg 22 und Grünheider Weg 102. Bereits am 18. September 1933 erfolgte der erste Spatenstich, die feierliche Grundsteinlegung war aber erst am 22. Oktober 1933. Schon am 31. Oktober war das Richtfest. Der Neubau wurde am 8. Juli 1934 als Notkirche benediziert. Er sollte nach Errichtung der endgültigen Kirche auf dem gleichen Grundstück als Pfarrsaal weitergenutzt werden.
Die Pfarrkirche St. Franziskus in Friedrichshagen als Muttergemeinde errichtete zum 1. August 1934 die Filialkirche in Rahnsdorf. 1948 wurde sie zunächst Kuratie mit Erweiterung der seelsorglichen Betreuung der Ortslage Wilhelmshagen. 1968 wurde sie vermögensrechtlich selbstständig und auch für Hessenwinkel zuständig. Die Aufhebung der Pfarrei Friedrichshagen und ihre Angliederung an die Pfarrei St. Josef in Köpenick auf Anordnung des Erzbischöflichen Ordinariates Berlin war der Grund, dass die Kuratie Rahnsdorf mit der Kirchengemeinde St. Bonifatius in Erkner am 1. November 2003 fusionierte.

## Baubeschreibung
Die Saalkirche ist mit einem flachen Walmdach bedeckt. Das Sockelgeschoss ist verklinkert, die Wände darüber sind hell verputzt. Die Hanglage ermöglichte im Sockelgeschoss eine Wohnung für den Geistlichen. Der eingezogene Altarraum wird von der Sakristei an der Südwestecke und dem niedrigen Turm auf quadratischem Grundriss an der Südostecke flankiert, so dass sich ein Rechteckbau ergibt.

## Ausstattung

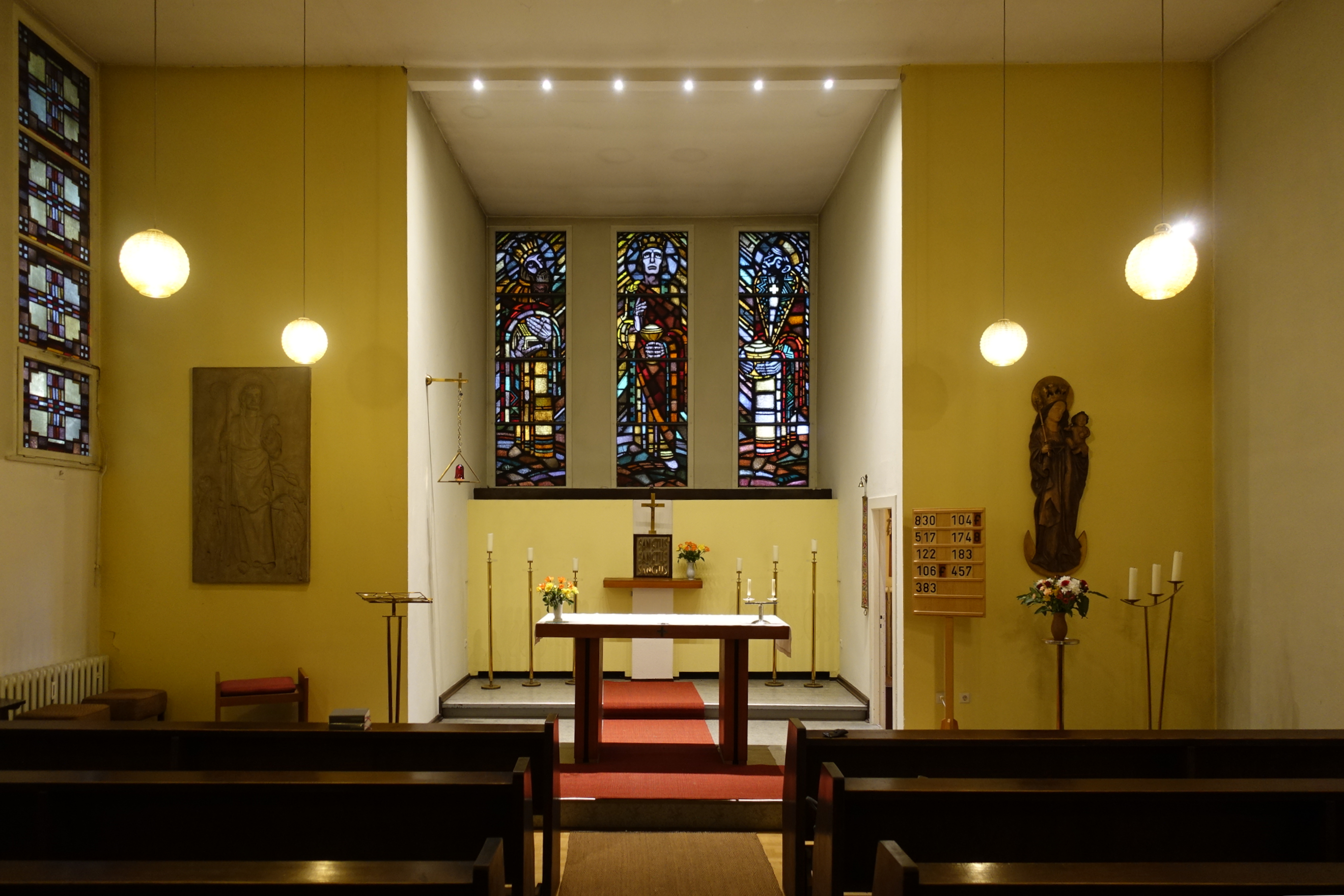
Innenansicht

Der Kirchenraum ist mit einer Flachdecke versehen, dem sich auf der Südseite ein eingezogener, ebenfalls flachgedeckter Altarraum anschließt, der von der Sakristei flankiert wird. Über dem nördlichen Eingang befindet sich eine Empore. Die drei Fenster nach Süden haben Bleiglasfenster nach einem Entwurf von Odo Tattenpach. Sie stellen die Heiligen Drei Könige in expressionistischem Stil dar. Vom gleichen Künstler soll auch die Front des Tabernakel stammen.
Im Jahr 1972 wurde der Altarraum nach den Richtlinien des Zweiten Vatikanischen Konzils  umgestaltet. Bis auf den Tabernakel und das Relief des Guten Hirten sind die beiden Reliefs am Altar (Brotkorb/Fisch und Pelikan) und das über einen Seitenaltar (Madonna) entfernt worden.